# Zuidoost-Duits voetbalkampioenschap 1920/21
In 1920/21 werd het tiende voetbalkampioenschap gespeeld dat georganiseerd werd door de Zuidoost-Duitse voetbalbond. Sportfreunde Breslau werd kampioen en plaatste zich voor de eindronde om de Duitse landstitel. De club verloor in de eerste ronde van Wacker Halle.

## Deelnemers aan de eindronde
| Club                              | Gekwalificeerd als         |
| --------------------------------- | -------------------------- |
| SC Schlesien Breslau              | Kampioen van Breslau       |
| FC Viktoria Forst                 | Kampioen van Neder-Lausitz |
| ATV Liegnitz                      | Kampioen van Neder-Silezië |
| STC Görlitz                       | Kampioen van Opper-Lausitz |
| Beuthener SuSV 09                 | Kampioen van Opper-Silezië |
| Vereinigte Breslauer Sportfreunde | Titelverdediger            |

## Eindronde

### Voorronde
SC Schlesien Breslau en FC Viktoria Forst kregen een bye voor deze ronde. 
|              |              |       |                   |  |
| 8 april 1921 | ATV Liegnitz | 1 - 0 | Beuthener SuSV 09 |  |
| 8 april 1921 |              |       |                   |  |

|              |                                   |       |             |  |
| 8 april 1921 | Vereinigte Breslauer Sportfreunde | 6 - 1 | STC Görlitz |  |
| 8 april 1921 |                                   |       |             |  |

### Halve finale
|               |                      |       |                   |  |
| 15 april 1921 | SC Schlesien Breslau | 2 - 4 | FC Viktoria Forst |  |
| 15 april 1921 |                      |       |                   |  |

|               |                                   |       |              |  |
| 15 april 1921 | Vereinigte Breslauer Sportfreunde | 5 - 1 | ATV Liegnitz |  |
| 15 april 1921 |                                   |       |              |  |

### Finale
|            |                   |              |                                   |         |
| 1 mei 1921 | FC Viktoria Forst | 1 - 2 (n.v.) | Vereinigte Breslauer Sportfreunde | Cottbus |
| 1 mei 1921 |                   |              |                                   | Cottbus |